# Stanisław Ledakowicz
Stanisław Józef Ledakowicz (ur. 9 sierpnia 1950 w Lubaniu Śląskim) – profesor nauk technicznych, nauczyciel akademicki Politechniki Łódzkiej, specjalności naukowe: biotechnologia środowiska, inżynieria reaktorów i bioreaktorów, oczyszczanie gazów, gospodarka odpadami.

## Życiorys
Uzyskał stopień naukowy doktora i stopień doktora habilitowanego. W 1994 nadano mu tytuł profesora nauk technicznych.
Został profesorem zwyczajnym Politechniki Łódzkiej (Wydział Inżynierii Procesowej i Ochrony Środowiska; Katedra Inżynierii Bioprocesowej). Był zatrudniony w Państwowej Wyższej Szkole Zawodowej im. Prezydenta Stanisława Wojciechowskiego w Kaliszu (Instytut Politechniczny) (obecnie Uniwersytet Kaliski).
Inne pełnione funkcje:
- Kierownik Katedry Inżynierii Bioprocesowej PŁ
- Przewodniczący Rady Naukowej Instytutu Inżynierii Chemicznej PAN
- Prezes Societas Humboldtiana Polonorum
- Członek Komitetu Inżynierii Chemicznej i Procesowej PAN
- Dziekan Wydziału Inżynierii Procesowej i Ochrony Środowiska PŁ
- Przewodniczący Komitetu Inżynierii Chemicznej i Procesowej PAN
- Członek Komitetu Biotechnologii PAN
- Członek Interdyscyplinarnego Zespołu do spraw Czystych Technologii Węglowych Ministerstwa Nauki i Szkolnictwa Wyższego
- Członek Komitetu Biotechnologii PAN
- Członek Centralnej Komisji do Spraw Stopni i Tytułów (Sekcja V - Nauk Matematycznych, Fizycznych, Chemicznych i Nauk o Ziemi)[3]

W 2019 został członkiem Rady Doskonałości Naukowej I kadencji w dyscyplinie inżynieria chemiczna.

## Życie prywatne
Od 1975 był żonaty z Jadwigą z domu Sójka (1950–2020). Ojciec dwóch córek Anny i Joanny.